# 米罗斯拉夫·斯拉马
米罗斯拉夫·斯拉马（捷克語：Miroslav Sláma，1917年2月17日—2008年11月30日），捷克男子冰球运动员。他曾代表捷克斯洛伐克国家队参加1948年冬季奥林匹克运动会冰球比赛，获得一枚银牌。